# Erster Klasse
Erster Klasse ist ein Bauernschwank in einem Akt von Ludwig Thoma. Das Stück erlebte seine Uraufführung am 12. August 1910 im Gasthaus „Zur Überfahrt“ in Egern am Tegernsee (heute Teil der Gemeinde Rottach-Egern) durch Michael Denggs Bauernbühne. Nach einer anderen Quelle fand die Uraufführung am 10. September 1910 in München statt.

## Handlung

### Ort und Zeit
Das Stück spielt in einem Eilzugabteil „Erster Klasse“ in Oberbayern, auf der Fahrt von Mitterdingharting über Oberdingharting, Hinterdingharting, Trudering zum Münchner Ostbahnhof zur Zeit der Uraufführung, also um 1910.

### Einziger Akt
Die erst frisch verheirateten Eheleute Alfred und Lotte von Kleewitz aus Norddeutschland sitzen einander am offenen Fenster gegenüber und werfen sich verliebte Blicke zu. Sie befinden sich auf ihrer Hochzeitsreise. Mit im Abteil sitzen der königlich-bayerische Ministerialrat von Scheibler aus Unterfranken und der Kaufmann Stüve, Vertreter einer Kunstdüngerfirma aus Neuruppin. Letzterer ist sehr ungeduldig und schilt über die Langsamkeit der bayerischen Eisenbahn. Er fürchtet, der Zug treffe nicht rechtzeitig in München ein, sodass er seinen Anschlusszug nach Frankfurt verpassen könnte, wo ein lukrativer Auftrag auf ihn warte. Als der Zug in Mitterdingharting abrupt hält und er feststellen muss, dass ein Ochse eingeladen wird, ruft er den Schaffner und den Zugführer. Seine Beschwerde über diese Zustände prallt jedoch an beiden ab. Auch die Klage des Ministerialrates lässt das Zugpersonal kalt, obwohl er sie mit seinem Titel zu beeindrucken versuchte.
Der Zug hat wieder Fahrt aufgenommen. Jetzt beginnt Stüve, Herrn von Scheibler die Vorzüge des künstlichen Düngers gegenüber dem Stallmist in den höchsten Tönen zu preisen, womit er dem Zeitung lesenden Ministerialrat gehörig auf die Nerven geht. Nach einem nicht eingeplanten Halt auf freier Strecke – im Viehwagen ging unerwartet die Tür auf, und fast wäre der Ochse hinausgefallen – hält der Zug nach wenigen Minuten in Oberdingharting. An der Abteiltür wird heftig gerüttelt und die Klinke probiert; endlich wird die Tür aufgerissen. Eine sehr bäuerlich wirkende Gestalt steigt zu und verabschiedet sich von seiner Frau. Kaum ist der Zug wieder angefahren, versucht der neue Fahrgast, sein Gepäck über den Köpfen der anderen ins Netz zu bringen, was ihm aber nicht gelingt. Dabei stößt er erst Stüve und dann Scheibler an. Schließlich schiebt er seinen Koffer unter die Sitzbank und setzt den Korb auf seine Knie. In breitestem Bairisch redet er auf den Ministerialrat ein und erzählt ausführlich, wie er an einen Viehhändler eine Kuh verkaufte und weshalb dieser jetzt das Geschäft wieder rückgängig machen wolle. Das geht so lange, bis Scheibler der Kragen platzt und er ihn unwirsch auffordert, er solle sich mit seinen Problemen an seinesgleichen wenden.
Jetzt sucht sich der neue Fahrgast Stüve als nächsten Gesprächspartner aus. Dieser aber versteht ihn nur bruchstückhaft. Deshalb fühlt sich der Preuße dem Bayern geistig weit überlegen und hänselt ihn. Als sich dann der Neue eine Zigarre in den Mund schiebt und sie anzünden will, empören sich alle Mitfahrenden, bis er von seinem Vorhaben ablässt. Schließlich erreicht der Zug Hinterdingharting. Der Neue wirft einen Blick durchs Fenster, entdeckt unter den auf dem Bahnsteig Wartenden seinen alten Bekannten Gsottmaier und gibt ihm zu verstehen, dass er zu ihm ins Abteil kommen soll. Kaum sind die beiden vereint, führen sie ein sehr lautes Zwiegespräch, in dem auch äußerst deftige Ausdrücke nicht fehlen. Allen Bemerkungen der anderen Passagiere zum Trotz lassen sich die Bauern nicht aus der Ruhe bringen.
In Trudering ruft der Ministerialrat den Schaffner und verlangt, sofort zu kontrollieren, ob die nach Kuhstall riechenden zwei Bauern berechtigt seien, erster Klasse zu fahren. Hinter vorgehaltener Hand – aber doch so, dass es alle hören können – erklärt ihm der Gerufene, dass einer der beiden Bauern der Abgeordnete Josef Filser sei. Scheibler fürchtet nun, Filser, der machtvolle Bauernführer, den er von oben herab behandelt hat, könne seiner Karriere schaden. Deshalb gilt es einzulenken und den Schaden zu begrenzen.
Filser genießt den Schrecken, der den bebenden Ministerialrat befallen hat, und lässt ihn zunächst einmal seine ganze Macht spüren. Weil er andererseits aber auch ein gutmütiger Mensch ist, steigt er bald von seinem hohen Ross herunter und bietet dem königlich-bayerischen Beamten sogar eine Prise Schnupftabak an. Nachdem der Zug die Endstation München-Ost erreicht hat und Gsottmaier sowie Filser das Abteil verlassen haben, darf Scheibler dem Abgeordneten seinen Eierkorb durchs Fenster nachreichen.

## Film und Fernsehen
- 1955 inszenierte Kurt Wilhelm Ludwig Thomas Einakter „Erster Klasse“ für den Bayerischen Rundfunk. Der frühere Laiendarsteller Wastl Witt verkörperte in dem knapp 52-minütigen Schwarzweißfilm den „Ökonom und Abgeordneten“ Josef Filser. Weiter wirkten mit Franz Fröhlich, Willi Rose, Albert Sprenger, Thea Aichbichler sowie Heinrich Hauser als Schaffner. Für das Szenenbild zeichnete Walter Dörfler und für die Kamera Hans Egon Koch verantwortlich[5]
- 1973 führte Wilhelm erneut Regie. „Erster Klasse“ gab es nun in Farbe, diesmal mit Beppo Brem in der Rolle des Landtagsabgeordneten Josef Filser.[6]
- 2014 führte Rainer Pause Regie. Aufzeichnung des Bayerischen Rundfunks der Inszenierung von „Erster Klasse“ in der Bearbeitung für das Jubiläum des Tollwood-Festivals 2013 von Alexander Liegl, Rainer Pause, Helmut Schleich und Robert Urban, mit Helmut Schleich in der Rolle des Landtagsabgeordneten Josef Filser.

## Hörspiele (Auswahl)
- 1924: Produktion: Süddeutsche Rundfunk AG – Regie: Carl Struve
- 1924: Produktion: Deutsche Stunde in Bayern – Regie: Philipp Lothar Mayring, u. a. mit Philipp Lothar Mayring, Max Bayrhammer, Paul Erlbeck, Franz Arzdorf
- 1924: Produktion: Südwestdeutscher Rundfunkdienst AG – Regie: Nicht angegeben, u. a. mit Otto Wallburg
- 1925: Produktion: Funk-Stunde Berlin – Regie: Alfred Braun, u. a. mit Ferdinand Bonn, Otto Kronburger, Alfred Braun, Hugo Schrader
- 1925: Produktion: Mitteldeutsche Rundfunk AG – Regie: Nicht angegeben, u. a. mit Georg Sollinger, Josef Schulthes, Georg Weigel, Georg Noichl
- 1925: Produktion: Deutsche Stunde in Bayern (Wiederholungssendung)
- 1925: Produktion: Westdeutsche Funkstunde AG – Regie: Hermann Probst, u. a. mit Hans Bogenhardt, Georg Feuerherd, Hermann Probst, Eduard Bading (Drei Livesendungen)
- 1925: Produktion: Ostmarken Rundfunk AG – Regie und Sprecher: Nicht angegeben
- 1925: Produktion: Deutsche Stunde in Bayern – Regie: Albert Spenger, u. a. mit Albert Spenger, Otto Berger, Andreas Igl, Philipp Weichand, Otto König
- 1925: Produktion: Nordische Rundfunk AG – Regie: Ernst Pündter, u. a. mit Ernst Pündter, Karl Pündter, Hans Freundt, Edith Scholz, Willi Schweisguth
- 1926: Produktion: Südwestdeutscher Rundfunkdienst AG – Regie: Heinz Hilpert
- 1926: Produktion: Nordische Rundfunk AG – Regie und Sprecher: Nicht angegeben
- 1926: Produktion: Süddeutsche Rundfunk AG – Regie: Carl Struve, u. a. mit Max Marx, Carl Struve, Ludwig Puschacher, Hans Hanus, Thea Struve-Jöhnssen
- 1927: Produktion: Schlesische Funkstunde – Regie: Viktor Heinz Fuchs
- 1927: Produktion: Funk-Stunde Berlin – Regie: Alfred Braun, u. a. mit Alfred Braun, Julius Brandt, Fritz Kampers, Fritz Greiner, Lore Braun
- 1946: Produktion: Berliner Rundfunk – Regie: Ernst Stahl-Nachbaur
- 1947: Produktion: Nordwestdeutscher Rundfunk – Regie: Walter Tappe
- 1948: Produktion: Radio Stuttgart – Regie: Robert Vogel, u. a. mit Paul Dättel, Albin Swoboda, Kurt Norgall, Peter Höfer
- 1949: Produktion: Bayerischer Rundfunk – Regie: Kurt Wilhelm, u. a. mit Irene Kohl, Wastl Witt, Rudolf Vogel, Heinrich Hauser
- 1955: Produktion: Bayerischer Rundfunk – Regie: Olf Fischer, u. a. mit Wastl Witt, Franz Fröhlich, Klaus W. Krause, Paul Kürzinger, Ludwig Wühr
- 1966: Produktion: Bayerischer Rundfunk – Redaktion und Regie: Olf Fischer, u. a. mit Michl Lang, Alfred Pongratz, Edmund Steinberger, Ado Riegler, Paula Braend